# Констанс Сицилианска
 Тази статия е за съпругата на Хайнрих VI.  За съпругата на Педро III Арагонски вижте Констанца Сицилианска (1249–1302).  
Констанс Сицилианска или Констанс дьо Отвил (на френски: Constance de Hauteville) е кралица на Сицилия от 1194 до 1198 година. Тя е и съпруга на император Хайнрих VI и майка на император Фридрих II.

## Произход и ранни години
Констанс дьо Отвил е родена на 2 ноември 1154 година. Баща ѝ, първият сицилиански крал Рожер II, умира преди нейното раждане. Нейна майка е третата му съпруга Беатрикс дьо Ретел.
Констанс израства в двора на Кралство Сицилия, което след 1166 година се управлява от нейния племенник и връстник Вилхелм II. Тя се омъжва необичайно късно, което поражда непотвърдени от историческите източници разкази, че е била монахиня или извънредно грозна.

## Брак с Хайнрих VI
През 1184 година Вилхелм сгодява Констанс за десет години по-младия от нея Хайнрих, най-големият жив син на императора на Свещената Римска империя Фридрих I Барбароса, стремейки се към съюз с него срещу папата. Хайнрих и Констанс се женят през януари 1186 година, но утвърждаването на властта на Хоенщауфените в Южна Италия среща съпротивата на папа Целестин III и на местната норманска аристокрация. Макар бездетният крал Вилхелм да принуждава своите васали да признаят Констанс за негова наследница, след смъртта му през 1189 година те признават за крал нейния незаконнороден братовчед Танкред, граф на Лече.
През 1191 година, след смъртта на баща му, Хайнрих е коронован за император на Свещената Римска империя. Той прави опит да предяви правата си и върху трона на Сицилианското кралство и потегля към Южна Италия със значителна армия. Градовете в северната част на кралството преминават доброволно на страната на императора, но след като не успява да превземе Неапол, той се оттегля, оставяйки Констанс с малък гарнизон в Салерно.
След оттеглянето на императорската армия предалите се градове се връщат на страната на Танкред, а гражданите на Салерно му предават Констанс. Танкред се опитва да я изпрати в Рим в замяна на признаването на титлата му от папата, но войници на императора успяват да я освободят по пътя. Хайнрих подготвя нов поход на юг, когато Танкред умира през 1194 година. Така Хайнрих успява без големи усилия да завземе кралството и на 25 декември е коронован за крал в столицата Палермо.
За разлика от първия поход, сега Констанс не придружава съпруга си, а се придвижва по-бавно след войските, тъй като е в напреднала бременност. На 26 декември в градчето Йези в Марке тя ражда своя син, бъдещият император Фридрих II. За да разсее евентуални съмнения в раждането, които може да предизвика напредналата ѝ възраст, тя ражда в шатра на градския площад в присъствието на местни жени, а малко след това кърми детето публично.
Следващите години Констанс прекарва в Сицилия. През 1197 година съпругът ѝ Хайнрих умира. Тя изглежда се отказва от претенции към неговите титли в Германия, опитвайки се да утвърди малкия си син като сицилиански крал. Тя се дистанцира от влиятелния съратник на съпруга си Марквард фон Анвайлер, търсейки подкрепата на местната аристокрация. В същото време тя прави значителни отстъпки на новия папа Инокентий III, отказвайки се от претенцията на норманските крале да бъдат апостолически легати в земите си. Така тя се опитва да постави Фридрих под личната защита на папата, който е и феодален сюзерен на Сицилианското кралство. През май 1198 година тя коронова сина си за крал на Сицилия.
Малко по-късно, на 27 ноември 1198 година, Констанс умира в Палермо.